# آندره‌آ فارکاش
آندره‌آ فارکاش (مجاری: Farkas Andrea؛ زادهٔ ۱ سپتامبر ۱۹۶۹) بازیکن هندبال اهل مجارستان است.